# Carlosbarbosait
Carlosbarbosait ist ein sehr selten vorkommendes Mineral aus der Mineralklasse der „Oxide und Hydroxide“ mit der idealisierten chemischen Zusammensetzung (UO2)2Nb2O6(OH)2·2H2O und damit chemisch gesehen ein wasserhaltiges Uranyl-Niobat.
Carlosbarbosait kristallisiert im orthorhombischen Kristallsystem und findet sich in Form blassgelber bis cremeweißer Krusten, bestehend aus sehr feinen Kristallnadeln im Mikrometerbereich. Das Mineral ist durchsichtig bis durchscheinend und zeigt auf den Oberflächen einen fettähnlichen Glanz.

## Etymologie und Geschichte
Carlosbarbosait wurde im Jaguaraçu-Pegmatit nahe Timóteo im brasilianischen Bundesstaat Minas Gerais entdeckt. Die Analyse und Erstbeschreibung erfolgte durch ein Mineralogen-Team, bestehend aus D. Atencio, A. C. Roberts, M. A. Cooper, L. A. D. Menezes Filho, J. M. V. Coutinho, J. A. R. Stirling, K. E. Venance, N. A. Ball, E. Moffatt, M. L. S. C. Chaves, P. R. G. Brandão und A. W. Romano. Sie benannten das Mineral nach dem Chemieingenieur und Mineralienhändler Carlos do Prado Barbosa (1917–2003). Dieser half bei der Entdeckung seltener Minerale aus dem Bergwerk des Unternehmens Magnesita Refratários bei Brumado, Bahia, in Brasilien und aus den Pegmatiten von Minas Gerais, zu denen auch der Jaguaraçu-Pegmatit gehört. Er war Co-Autor der Erstbeschreibung der Minerale Bahianit (1978) und Minasgeraisit-(Y) (1986).
Die Untersuchungsergebnisse und der gewählte Name wurden 2010 zur Prüfung bei der International Mineralogical Association eingereicht (interne Eingangs-Nr. der IMA: 2010-047), die den Carlosbarbosait als eigenständige Mineralart anerkannte. Die Publikation der Erstbeschreibung erfolgte 2012 im Fachmagazin Mineralogical Magazine.
Das Typmaterial des Minerals wird im Museu de Geociências, Instituto de Geociências, Universidade de São Paulo in Brasilien (Katalog-Nr.: DR707) und in der systematischen Referenzreihe der Nationalen Mineralischen Sammlung der Geological Survey of Canada in Ottawa aufbewahrt.

## Klassifikation
Da der Carlosbarbosait erst 2010 als eigenständiges Mineral anerkannt wurde, ist er weder in der seit 1977 veralteten 8. Auflage, noch in der 9. Auflage der Mineralsystematik nach Karl Hugo Strunz verzeichnet. Auch die vorwiegend im englischen Sprachraum gebräuchliche Systematik der Minerale nach Dana kennt das Mineral bisher nicht.
Einzig im Lapis-Mineralienverzeichnis nach Stefan Weiß, das sich aus Rücksicht auf private Sammler und institutionelle Sammlungen allerdings noch nach der alten Form der Strunz’schen Systematik in der 8. Auflage richtet, erhielt das Mineral die System- und Mineral-Nr. IV/H.09-20. In der „Lapis-Systematik“ entspricht dies der Klasse der „Oxide und Hydroxide“ und dort der Abteilung „Uranyl([UO2]2+)-Hydroxide und -Hydrate“, wo Carlosbarbosait zusammen mit Holfertit eine eigenständige, aber unbenannte Gruppe bildet (Stand 2018).

## Chemismus
Zur Analyse des Minerals wurden von den Autoren zwei Proben herangezogen, deren chemische Zusammensetzung stark variiert und die Grenzstrukturen der idealen Summenformel repräsentieren. Die Formel, die sich aus der Analyse der ersten Probe ergibt, wird mit
(◻0.68Ca0.28Nd0.02Ce0.02)Σ-1.00[U1.44◻0.56O2.88(H2O)1.12](Nb0.80Ta0.52Si0.27Ti0.21Al0.11Fe0.10)Σ-2.01O4.72(OH)3.20(H2O)2.08
angegeben. Die Formel für die zweite Probe ist
(◻0.67Ca0.27Nd0.05Ce0.01)Σ-1.00[U1.04◻0.96O2.08(H2O)1.92](Nb0.79Ta0.53Si0.42Ti0.08Al0.10Fe0.08)Σ-2.00O4.00(OH)3.96(H2O)2.04
Das Quadratsymbol in den Formeln repräsentiert jeweils einen nicht oder nicht vollständig besetzten Strukturplatz.
Der Urangehalt variiert von Kristall zu Kristall sehr stark. Eine genaue quantitative Analyse ist durch die Morphologie und den Wassergehalt des Minerals schwierig. Röntgenkristallographisch sind die Uranatome nur partiell besetzt. Im Kristallgitter befinden sich Vakanzen (Leerstellen), die kristallographisch mit Calcium-Ionen teilbesetzt sind und somit Calcium-Ionen-Kanäle bilden.
Aus kristallchemischen Betrachtungen der Formeln für Probe 1 und Probe 2 folgt, dass eine gemeinsame ideelle Formel als (UO2)2Nb2O6(OH)2(H2O)2 geschrieben werden kann. Mittels Wellenlängendispersiver Röntgenspektroskopie (WDS) bzw. Energiedispersiver Röntgenspektroskopie (EDS) konnte die Anwesenheit weiterer Kationen nachgewiesen werden. Aus der partiellen kristallographischen Besetzung der Uran- und Niob-Positionen ergibt sich, dass zum Ladungsausgleich neben Calcium-Ionen zu einem geringeren Anteil die dreiwertigen Seltenerd-Ionen Cer bzw. Neodym die Calcium-Kanäle besetzen. Die vierwertigen Kationen von Silicium und Titan wie auch die dreiwertigen Kationen von Eisen und Aluminium können zum Teil auf den oktaedrisch koordinierten Niob-Positionen sitzen. Das Verhältnis Nb/(Nb + Ta) ist konstant bei ~0.6.

## Kristallstruktur

Packungsbild von Carlosbarbosait in Richtung der kristallographischen c-Achse)
green Uran (U)
orange Niob (Nb)
violet Calcium (Ca)
red Sauerstoff (O)
grey Wasser (H_{2}O)

Carlosbarbosait kristallisiert orthorhombisch in der Raumgruppe Cmcm (Raumgruppen-Nr. 63) mit den Gitterparametern a =  14,150(6) Å; b =  10,395(4) Å und c =  7,529(3) Å sowie vier Formeleinheiten pro Elementarzelle.
Die Kristallstruktur des Carlosbarbosaits ähnelt der des Holfertits, weist aber nicht den gleichen Grad an kristallographischer Fehlordnung auf.

## Eigenschaften
Das Mineral ist durch seinen Urangehalt von bis zu 39,21 % bezüglich der ideellen Formel radioaktiv. Unter Berücksichtigung, dass natürliches Uran eine spezifische Aktivität von ca. 50 kBq aufweist, kann für das Mineral eine spezifische Aktivität von etwa 19,6 kBq/g berechnet werden (zum Vergleich: natürliches Kalium 0,0312 kBq/g). Die absolute Radioaktivität realer Mineralproben ist jedoch in der Regel niedriger, da Carlosbarbosait bisher nur in dünnen krustigen Überzügen als Sekundärmineral auf nicht-radioaktiven Muttergesteinen gefunden wurde.

## Bildung und Fundorte
Carlosbarbosait konnte bisher ausschließlich an seiner Typlokalität im Jaguaraçu-Pegmatit nahe Timóteo im brasilianischen Bundesstaat Minas Gerais nachgewiesen werden (Stand 2020). Der Pegmatit-Körper, der als Lavra do Sr José Pinto bekannt ist, befindet sich direkt in der Nähe eines Fußballfeldes. Der Erzkörper ist linsenförmig, mit einer Länge von mindestens 100 Metern und einer maximalen Breite von 20 Metern, und tritt an einer steilen Hügelseite zu Tage. An seinem äußersten Ende ist der Erzkörper weniger als einen Meter breit.
Carlosbarbosait tritt in diesem Pegmatit vergesellschaftet mit Albit, Zirkon, Muskovit, Kaolin und Columbit-(Fe) auf. Das Mineral formt abgeflachte Nadeln und gelbliche Aggregate. Die größten Kristalle sind 120 Mikrometer lang und 2 bis 5 Mikrometer dick.

## Vorsichtsmaßnahmen
Aufgrund der Toxizität und der starken Radioaktivität des Minerals sollten Mineralproben vom Carlosbarbosait nur in staub- und strahlungsdichten Behältern, vor allem aber niemals in Wohn-, Schlaf- und Arbeitsräumen aufbewahrt werden. Ebenso sollte eine Aufnahme in den Körper (Inkorporation, Ingestion) auf jeden Fall verhindert und zur Sicherheit direkter Körperkontakt vermieden sowie beim Umgang mit dem Mineral Atemschutzmaske und Handschuhe getragen werden.